# Hope Ranch (California)

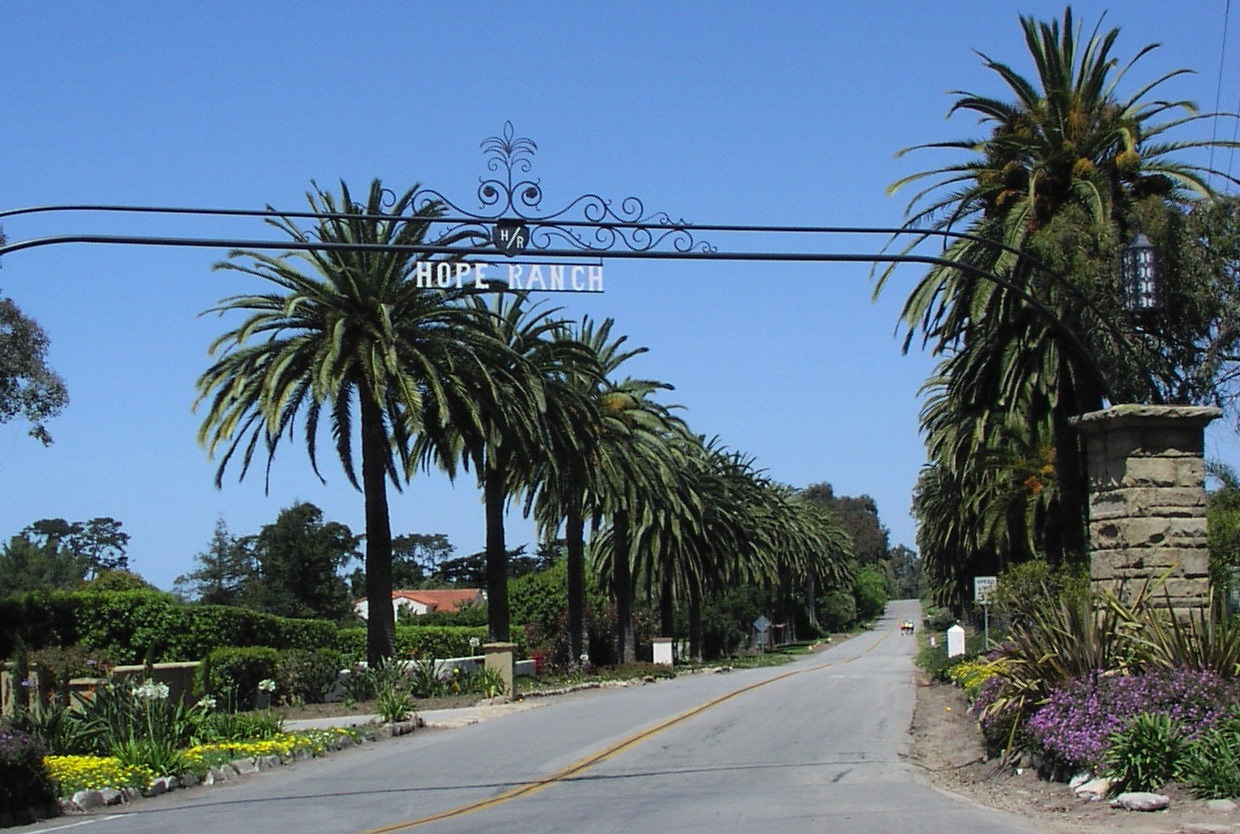
La entrada este a Hope Ranch, mostrando la entrada principal a la comunidad no incorporada.

Hope Ranch es una comunidad no incorporada de Santa Bárbara (California), localizado en el condado de Santa Bárbara. En el censo de 2000, el área tenía una población aproximada de 2,200 personas. Los códigos postales son 93105 y 93110, y el prefijo es 805.

## Geografía
Ya que no es un lugar designado por el censo, sus límites son informales, a excepción donde colinda con las regiones que si son incorporadas. En el este de Hope Ranch se encuentra la ciudad de Santa Bárbara, en el norte por Modoc Road, Hollister Avenue, y Vieja Drive, en el oeste por unos terrenos vacíos conocidos como More Mesa, y en el sur por el Océano Pacífico.

## Residentes famosos de Hope Ranch
- Wendy McCaw - Multimillonario y propietario del Santa Barbara News Press
- Essam and Layla Khashoggi
- H.R. Haldeman familia - H.R. Haldeman fue Jefe de Gabinete de la Casa Blanca bajo Richard Nixon. H.R. Después de su término, Haldeman vivió en Hope Ranch hasta su muerte en 1993.
- Snoop Dogg - compró una casa en noviembre de 2006.
- Fess Parker - Actor y empresario.